# Società Sportiva Maceratese 1965-1966
Questa voce raccoglie le informazioni riguardanti la Società Sportiva Maceratese nelle competizioni ufficiali della stagione 1965-1966.

## Rosa
| N. |                   | Ruolo | Calciatore          |
| -- | ----------------- | ----- | ------------------- |
|    | Italia (bandiera) | A     | Oreste Alessandrini |
|    | Italia (bandiera) | A     | Stelvio Attili      |
|    | Italia (bandiera) | C     | Umberto Berti       |
|    | Italia (bandiera) | C     | Elio Cardinali      |
|    | Italia (bandiera) | A     | Raffaele Carlà      |
|    | Italia (bandiera) | C     | Pietro Clementi     |
|    | Italia (bandiera) | C     | Flavio Del Bianco   |
|    | Italia (bandiera) | P     | Giorgio De Rossi    |
|    | Italia (bandiera) | A     | Fernando Di Bon     |
|    | Italia (bandiera) | C     | Vasco Dugini        |
|    | Italia (bandiera) | D     | Palmiro Fammilume   |
|    | Italia (bandiera) | D     | Ennio Feresin       |

| N. |                   | Ruolo | Calciatore              |
| -- | ----------------- | ----- | ----------------------- |
|    | Italia (bandiera) | P     | Giuseppe Ferretti       |
|    | Italia (bandiera) | C     | Roberto Frenati         |
|    | Italia (bandiera) | C     | Edoardo Lorenzetti      |
|    | Italia (bandiera) | A     | Maurizio Marconi        |
|    | Italia (bandiera) | A     | Maurizio Mazzanti (cap) |
|    | Italia (bandiera) | D     | Gianni Morbidoni        |
|    | Italia (bandiera) | D     | Rino Pierini            |
|    | Italia (bandiera) | D     | Achille Pietrangeli     |
|    | Italia (bandiera) | C     | Alberto Prenna          |
|    | Italia (bandiera) | D     | Giuseppe Rega           |
|    | Italia (bandiera) | A     | Claudio Turchetto       |
|    | Italia (bandiera) | C     | Gianni Zengarini        |